# Валютний дериватив
Валю́тний деривати́в — стандартний чи нестандартний актив, який представляє право/обов'язок продати та/або купити/обміняти валютну цінність на обумовлених умовах у майбутньому.
Правила випуску та обігу в Україні валютних деривативів установлюються Національним банком України.